# 元柳町 (仙台市)
元柳町（もとやなぎまち）は、江戸時代から昭和の住居表示施行まで、現在の宮城県仙台市青葉区で用いられた町名および道路名。市の「歴史的町名等活用推進事業」により、元柳町の一部が「元柳町通」として道路名に認定されている。なお、｢地番入り仙台市全国大正15年度最新版」の仙台市町名一覧表では「本柳町」と記載されている。

## 前史
伊達氏は臣下の武士のみならず、支配下の商人も自らの本拠地が替われば共に従わせた。伊達氏支配下の商人たちは町単位で移転し、それらは御譜代町と呼ばれた。そのうちの1町が「柳町」である。伊達政宗に従って仙台城の城下町に移転してきた「柳町」は当初、他の御譜代町の西側に隣接する形で、現在の西公園通沿いの西公園の東側辺りにあった。しかし、若林城が築城された1627年（寛永4年）頃、「柳町」は奥州街道沿いの現在地に移転してしまう。
その後、「柳町」が移転した跡地は「元柳町」と呼ばれるようになった。仙台城の城下町では「○○丁」（○○ちょう）は侍町、「○○町」（○○まち）は町人町と呼ぶ法則があるが（参照）、「元柳町」は「町」（まち）という名称ながら武家屋敷や職人町となった。
同様に、町人町から侍町に変更になり「元○○」と称する仙台城の城下町の町名には「元鍛冶丁」があるが、こちらは鍛冶という町人の職業名を用いながらも侍町を意味する「丁」を用い、「もとかじちょう」と侍町の読み方をしている。

## 元柳町（道路名）
仙台城の城下町における元柳町は、現在の西公園通の一部、西公園内の一部、および、市道本櫓丁線の一部に及ぶ片仮名のトの字の第2画が水平になったような丁字道路を指したようである。元柳町の南端は大町との交差点（現在は西公園通と青葉通が形成する「大町交差点」にあたる。北緯38度15分32.46秒 東経140度51分49.88秒）であり、そこから肴町、立町と交差しながら北上し、次の丁字路（北緯38度15分43.5秒 東経140度51分46.4秒 / 北緯38.262083度 東経140.862889度）で東に延びる道も元柳町との名称で分岐する（この東西道は現在「元柳町通」と呼ばれている）。南北道の元柳町の方は、分岐のやや北で東側にずれるクランクを形成してさらに広瀬川の六兵衛淵の崖上まで直進した（北緯38度15分50.11秒 東経140度51分44.44秒 / 北緯38.2639194度 東経140.8623444度）。

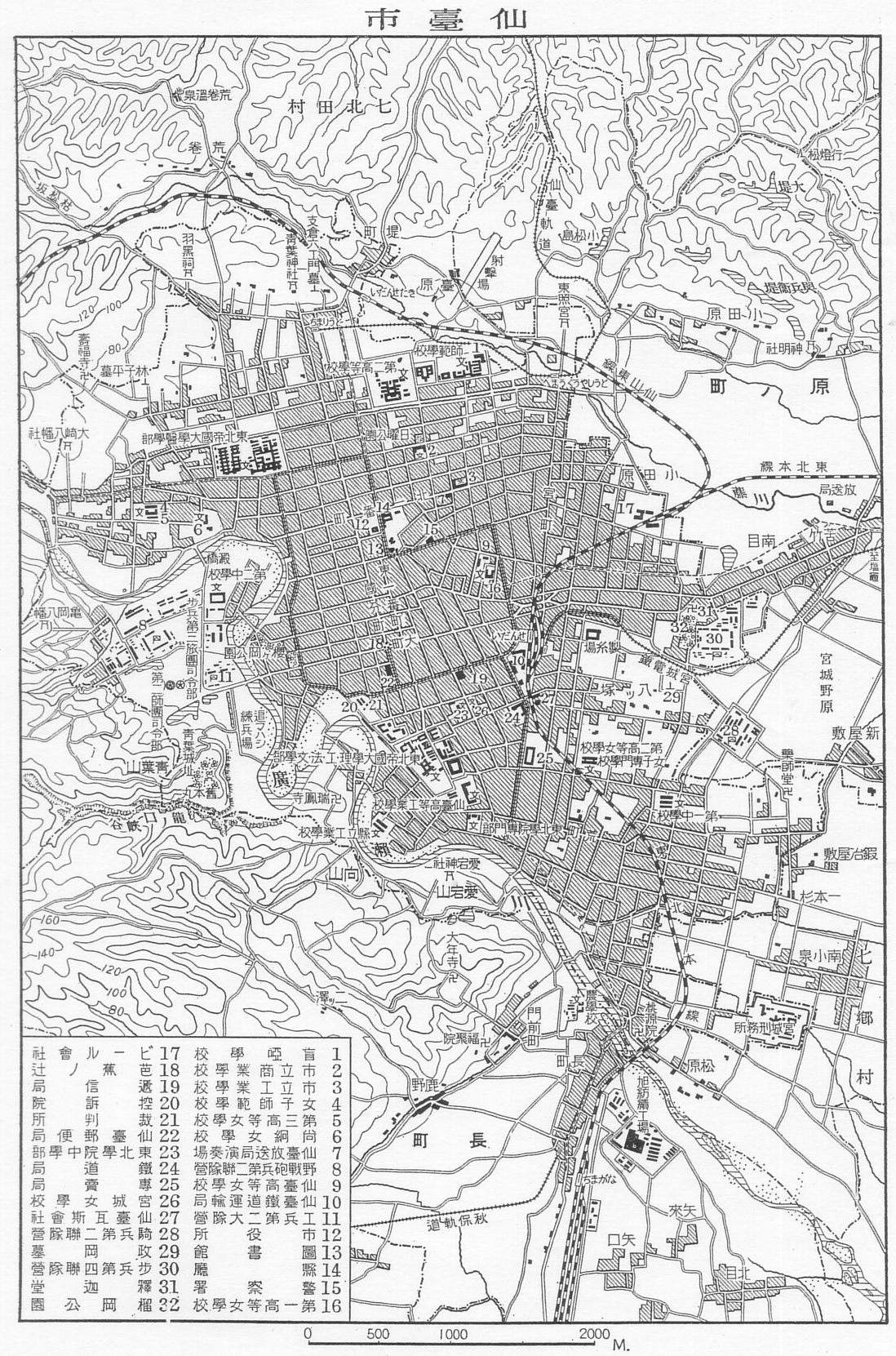
1927年（昭和2年）頃の仙臺市および近郊地図。元柳町の変則五叉路が存在した短い期間を留めている。

1926年（大正15年）11月25日に開業した仙台市電が建設を進めて循環線を形成する際、元柳町の南北道区間の現「大町交差点」から現・市道区画街路南2号線との丁字路交差点（北緯38度15分45.6秒 東経140度51分45.8秒 / 北緯38.262667度 東経140.862722度）まではそのまま拡幅の上で軌道を敷いたが、そこからは北東方向に新道を造って軌道を敷き、現「市民会館前交差点」（現「定禅寺通」の西端）で常盤丁の南端と接続した。現・市道区画街路南2号線との分岐より北側にあった元柳町はそのまま残され、また、この分岐近くに西側から私道が接続していたため変則五叉路のようになったが、1928年（昭和3年）に常盤木学園高等女学校（現・常盤木学園高等学校）が私道を含んだ現・西公園の一部に設置されたためにすぐに変則四叉路となった。その後、現・市道区画街路南2号線との分岐より北側にあった元柳町は西公園内に組み込まれて消滅したため、現在は丁字路となっている。

## 元柳町（旧町名）
江戸時代の古地図では元柳町との町名の記載が無いが、大正時代の地図には元柳町との町名を用いた範囲が明示されている。それによると、元柳町（道路名）の南北道区間の北端および南端を除く沿道、さらに、東西道区間の東端を除く沿道が元柳町との町名を用いていたことが分かる。
1970年（昭和45年）2月1日に住居表示が施行され、通りの名称を町名に用いる方式から街区方式に変更になり、西公園通より西側は「桜ヶ岡公園」、西公園通より東側の広瀬通より南側は大町二丁目、同北側は立町の各々一部となった。

## 元柳町通（道路名）
「元柳町通」は、2000年（平成12年）から始まる仙台市の「歴史的町名等活用推進事業」によって認定された道路名。元柳町（道路名）はかつて片仮名のトの字の第2画が水平である形をしていたが、南北道の区間（「ト」の第1画）が西公園の一部となって消滅したり西公園通の一部となったりしていたため歴史的町名を認定しなかった。その一方で、東西道の区間（「ト」の第2画）は「元柳町通」と名付けられた。すなわち「元柳町通」とは、市道本櫓丁線のうち、西公園通との丁字路交差点（北緯38度15分43.5秒 東経140度51分46.4秒 / 北緯38.262083度 東経140.862889度）を西端とし、本材木町通（もとざいもくちょうどおり）との十字路（北緯38度15分45.2秒 東経140度51分55.7秒 / 北緯38.262556度 東経140.865472度）を東端とする。なお、これより東側は、同事業により本櫓丁通と認定されている。 